# Schlater
Schlater és una població dels Estats Units a l'estat de Mississipi. Segons el cens del 2000 tenia 388 habitants.

## Demografia
Segons el cens del 2000, Schlater tenia 388 habitants, 141 habitatges, i 105 famílies. La densitat de població era de 128 habitants per km².
Dels 141 habitatges en un 29,8% hi vivien nens de menys de 18 anys, en un 44,7% hi vivien parelles casades, en un 22,7% dones solteres, i en un 25,5% no eren unitats familiars. En el 24,8% dels habitatges hi vivien persones soles l'11,3% de les quals corresponia a persones de 65 anys o més que vivien soles. El nombre mitjà de persones vivint en cada habitatge era de 2,75 i el nombre mitjà de persones que vivien en cada família era de 3,29.
Per edats la població es repartia de la següent manera: un 32,2% tenia menys de 18 anys, un 9,3% entre 18 i 24, un 25,5% entre 25 i 44, un 20,1% de 45 a 60 i un 12,9% 65 anys o més.
L'edat mediana era de 34 anys. Per cada 100 dones de 18 o més anys hi havia 81,4 homes.
La renda mediana per habitatge era de 23.816 $ i la renda mediana per família de 25.000 $. Els homes tenien una renda mediana de 21.667 $ mentre que les dones 13.571 $. La renda per capita de la població era de 10.022 $. Entorn del 34,9% de les famílies i el 44,3% de la població estaven per davall del llindar de pobresa.

## Poblacions més properes
El següent diagrama mostra les poblacions més properes.